# Ljupko Petrović
Ljubomir "Ljupko" Petrović (Brusnica Velika, 15. svibnja 1947.), bivši srbijanski i bosanskohercegovački nogometaš, danas nogometni trener. S Crvenom zvezdom osvojio je Kup europskih prvaka 1991. godine.

## Igračka karijera
Ljupko Petrović rođen јe u selu Brusnica Velika, općina Bosanski Brod, Bosna i Hercegovina (tada Jugoslavija). Nogometom se počeo baviti vrlo rano i već od 16. godine života je u NK Dardi gdje je proveo mlade godine (1963. – 1967.). Seniorski nogomet je igrao 15 godina, i to u Osijeku (1967. – 1979.), NK Dardi (1981. – 1982.) te u SAD-u gdje je u međuvremenu igrao dvoranski mali nogomet za Buffalo Stallions, Kansas City Comets i Phoenix Inferno (1979. – 1982.). Potom odlazi u NK Osijek za trenera u omladinskom pogonu. Zapamćen je kao jedan od najboljih igrača generacije NK Osijeka u kasnim 1970-ima, generacije koja je ostvarila promociju NK Osijeka u prvu ligu nakon 21 godine izbivanja, odigravši sveukupno 542 utakmice za prvi sastav. Ljupko Petrović najbolji je strijelac NK Osijeka u povijesti kluba sa 139 zgoditaka.

## Trenerska karijera
Kao trener počeo je raditi u NK Osijeku 1982. godine u omladinskom pogonu kluba da bi, nakon jedne godine u osječkom Metalcu (1982. – 1983.) i kratkotrajnog rada u španjolskom Espanyolu kao pomoćni trener (1984.), preuzeo prvi sastav Osijeka 1984. godine. Kasinje je radio kao trener u subotičkom Spartaku, Voјvodini iz Novog Sada, beogradskom Radu i beogradskoj Crvenoj zvezdi. S Voјvodinom јe 1989. godine osvoјio prvenstvo Jugoslavije u nogometu, a s Crvenom zvezdom Kup europskih prvaka 1991. U inozemstvu јe radio sa španjolskim Espanyolom, urugvajskim Peñarolom, grčkim PAOK-om, saudijskim Al-Ahlijem i kineskim Shangai Shenhuom i Beijing Guoanom. Godine 1994. po drugi je put preuzeo Crvenu zvezdu s koјom te iste sezone osvaјa duplu krunu. Tokom prvog dijela 2000-ih vodio je bugarske klubove Levski Sofija s koјim јe osvoјio prvenstvo Bugarske 2001. i Liteks Loveč, s koјim јe bio osvajač kupa 2004. godine.
U lipnju 2004. godine po treći je put postao trener Crvene zvezde, ali јe zbog loših rezultata podnio ostavku. Tijekom 2008. kratko јe bio trener OFK Beograda, ali јe podnio ostavku, ovaj put zbog zdravstvenih razloga i stanja u srpskom nogometu. 2. srpnja 2008. obјavljeno јe da јe postao trener hrvatskog prvoligaša Croatije iz Sesveta, postavši tako prvi Srbin na klupi јednog hrvatskog prvoligaškog kluba od rata u Јugoslaviјi. Sezonu 2008./09. provodi u Vojvodini iz Novog Sada, a u listopadu godine 2010. vraća se u 1. HNL i preuzima Lokomotivu iz Zagreba. Nakon 3 godine vođenja kazahstanskog Taraza, Ljupko preuzima FK Sarajevo 8. travnja 2014. godine. Nakon samo dva dana i predstavljanja pred novinarima, 10. travnja 2014. FK Sarajevo raskida suradnju s Ljupkom jer se u medijima pojavila slika njega sa Željkom Ražnatovićem Arkanom.

## Priznanja

### Igračka
Osijek
- Druga savezna liga (3): 1969./70. (Sjever), 1972./73. (Sjever), 1976./77. (Zapad)

### Trenerska
Spartak Subotica
- Druga savezna liga (1): 1987./88. (Zapad)

Vojvodina
- Prva savezna liga (1): 1988./89.

Crvena zvezda
- Prva savezna liga (1): 1990./91.
- Prva liga SR Jugoslavije (1): 1994./95.
- Kup SR Jugoslavije (1): 1994./95.
- Kup prvaka (1): 1990./91.

Levski Sofija
- Bugarska prva liga (1):  2000./01.

Beijing Gouan
- Kineski nogometni kup  (1): 2003.

Liteks Loveč
- Bugarski nogometni kup (1): 2003./04.

## Osobni život
Ima zvanje magistra fizičke kulture i radio je kao predavač na Univerzitetu u Novom Sadu. Oženjen јe Snežanom, s koјom ima sina Srđana i kći Svetlanu. Ima dvoјe unučadi, Nikolu i Anastasiјu.

## Vanjske poveznice
Ljupko Petrović, službene stranice  Arhivirana inačica izvorne stranice od 18. studenoga 2008. (Wayback Machine)